# Johann Marxreiter
Johann Marxreiter (* 5. Juni 1930 in Hagelstadt; † 14. Dezember 1987 in Augsburg) war ein deutscher Bauunternehmer, Kommunal- und Landespolitiker.

## Werdegang
Marxreiter besuchte von 1936 bis 1944 die Volksschule und absolvierte im Anschluss eine dreijährige Lehre zum Schiffsmaschinenbauer. Von 1947 bis 1949 war er als Werkmeister in den Ziegelwerken Hagelstadt tätig. Er bildete sich an der staatlichen Ingenieurschule in Landshut fort, die er 1952 als Ingenieur (FH) abschloss. In den folgenden Jahren war er in verschiedenen Ziegeleien als Betriebsleiter tätig. 1960 gründete er sein eigenes Baugeschäft.
Politische Heimat war die CSU. Er gehörte ab 1966 dem Gemeinderat von Inningen an und wurde nach der Eingemeindung des Ortes 1972 Mitglied des Augsburger Stadtrats. Dort war er ab 1984 stellvertretender CSU-Fraktionsvorsitzender. Bei der Landtagswahl 1986 zog er in den Bayerischen Landtag ein, dem er bis zu seinem Tod angehörte.

## Ehrungen
- April 2008: Benennung eines Weges in Inningen